# 田佳宁
田佳宁（1992年8月17日—），广西人，中国女子水球运动员，亦為中國國家女子水球隊成員。

## 簡歷
2014年9月，田佳宁代表中國出戰韓國仁川舉行的亞運會水球比賽項目，協助球隊成功衛冕金牌。